# Louis-Edmond Claris
Pour les articles homonymes, voir Claris.
Louis-Edmond Claris est un militaire et homme politique français né le 5 juin 1824 à Alès (Gard) et décédé le 1er septembre 1914  à Nîmes.

## Biographie
Il est le fils de Siméon Claris, qui fut maire de Lézan et de Louise Chambon. Il est apparenté à Barthélemy Claris (1694-1748), qui fut un compagnon d'Antoine Court, aidant celui-ci dans sa restauration des Églises protestantes en France au XVIIIe siècle, ancien étudiant en théologie au séminaire français de Lausanne et prédicateur au Désert. 
Ancien élève de l'École polytechnique (X 1845), Louis-Edmond est officier d'artillerie marine puis terrestre. Durant la Guerre de Crimée, il est promu au grade de capitaine et fait chevalier de la Légion d'honneur le 14 septembre 1855, « pour avoir, à la place de ses chefs tombés au feu, commandé à lui seul les treize batteries de son régiment », le 8 septembre 1855, durant la bataille de Malakoff.
Il quitte la carrière militaire pour des raisons familiales et revient à Lézan, où il est élu conseiller général. Il se marie à Nîmes, avec Delphine Lagorce en 1855. 
Il est républicain et milite contre le régime impérial. Il est mobilisé durant la Guerre franco-allemande de 1870, à la tête de la 1re Légion du Gard, et promu colonel des mobiles.

## Carrière politique
Il est élu sénateur du Gard le 25 janvier 1885, au deuxième tour de scrutin et témoigne d'opinions républicaines. Il perd son mandat lors du renouvellement, le 6 janvier 1894. Il se retire alors de la vie politique, jusqu'à son décès, en 1914.

## Distinction
Chevalier de la Légion d'honneur (à titre militaire)

### Sources
- « Louis-Edmond Claris », dans Adolphe Robert et Gaston Cougny, Dictionnaire des parlementaires français, Edgar Bourloton, 1889-1891 [détail de l’édition]
- Jean Jolly (dir.), Dictionnaire des parlementaires français, Presses universitaires de France